# Bohumileč (Rokytno)
Bohumileč (německy Bohumiletsch) je vesnice, část obce Rokytno v okrese Pardubice. Nachází se asi 2,5 km na západ od Rokytna. V roce 2009 zde bylo evidováno 68 adres. V roce 2001 zde trvale žilo 145 obyvatel.
Bohumileč je také název katastrálního území o rozloze 3,65 km2.

## Historie
První písemná zmínka o obci pochází z roku 1436.

## Pamětihodnosti
- Silniční most přes Brodecký potok, silnice Býšť-Sezemice

## Galerie

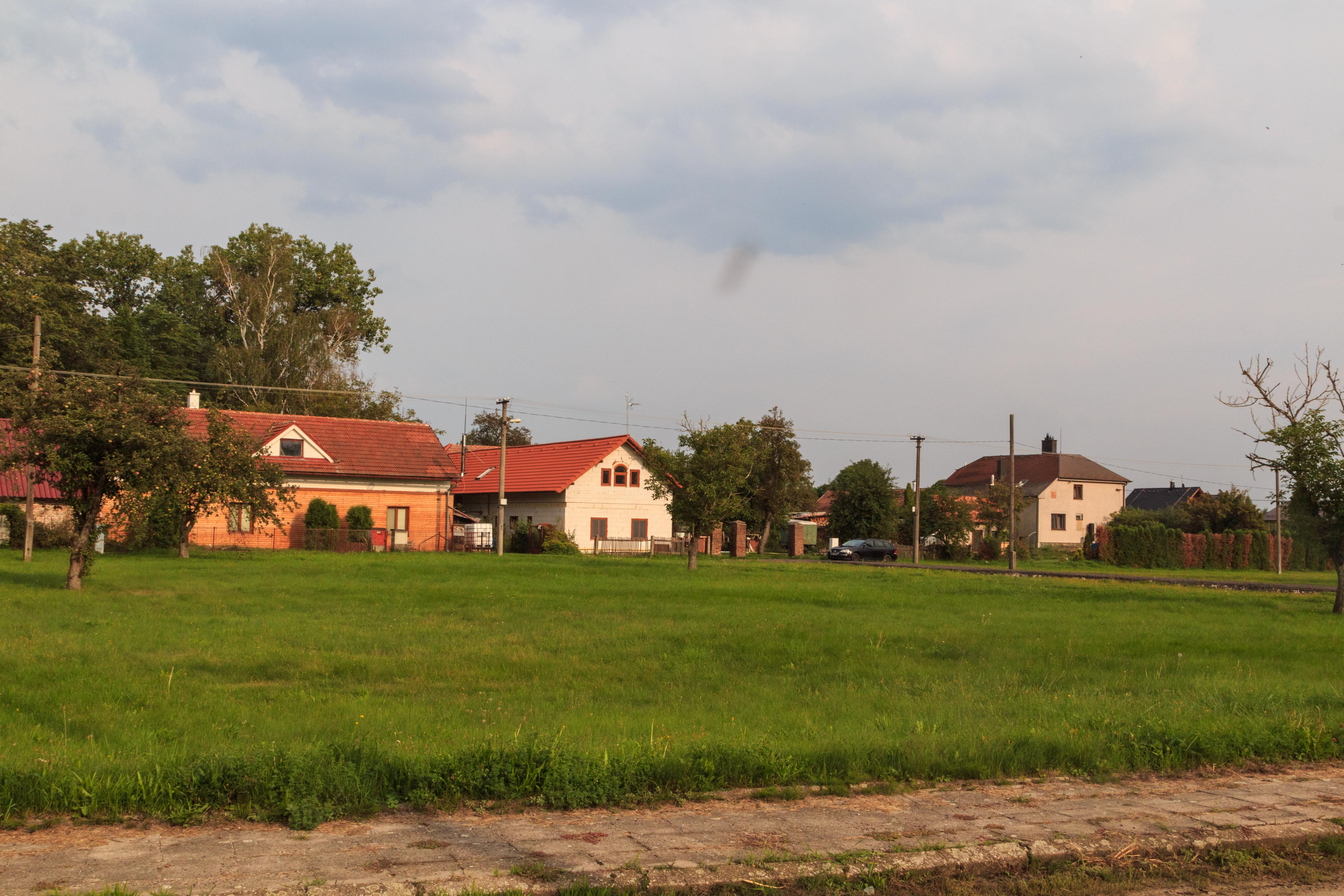
Bohumileč - dům čp. 33
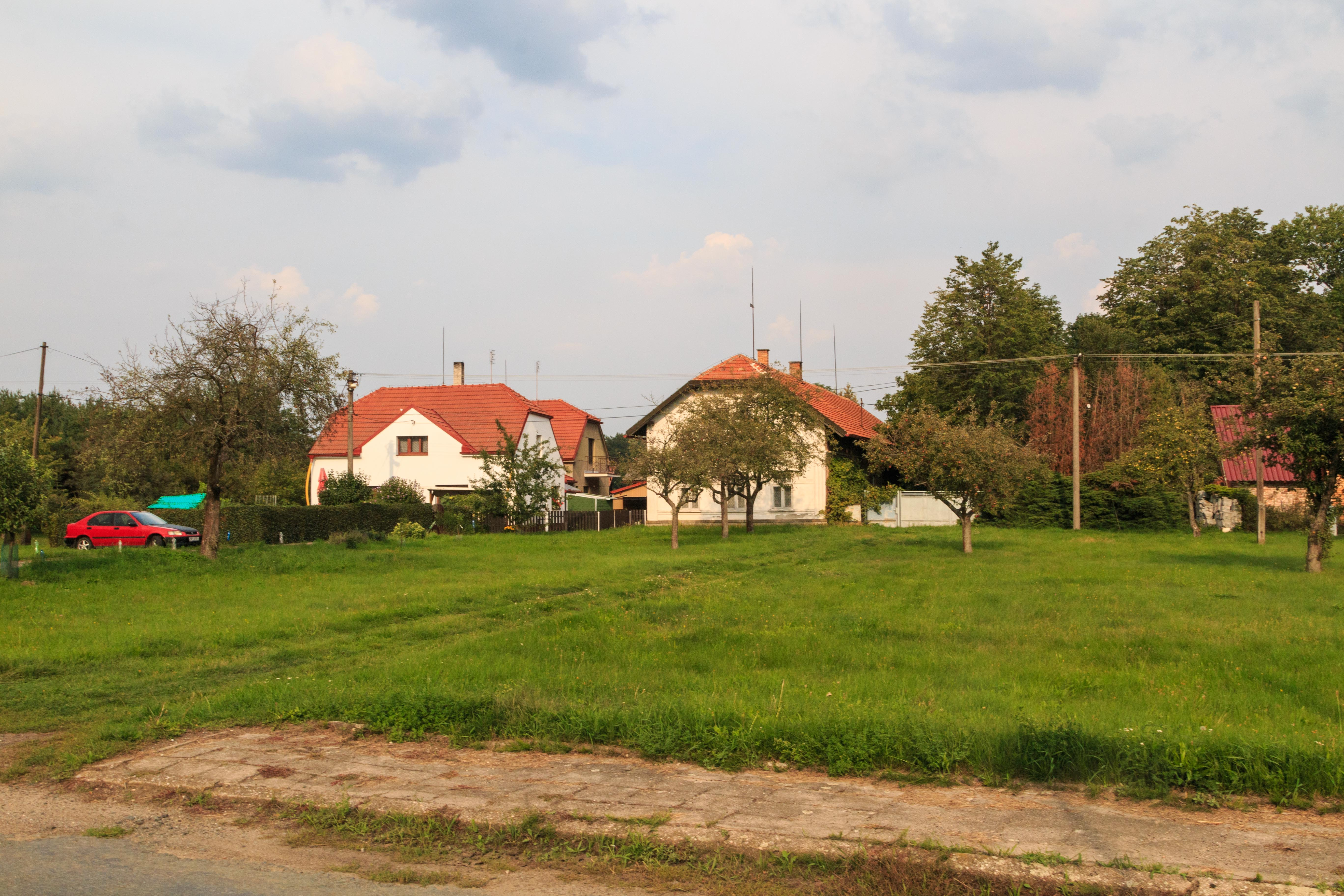
Bohumileč - dům čp. 41
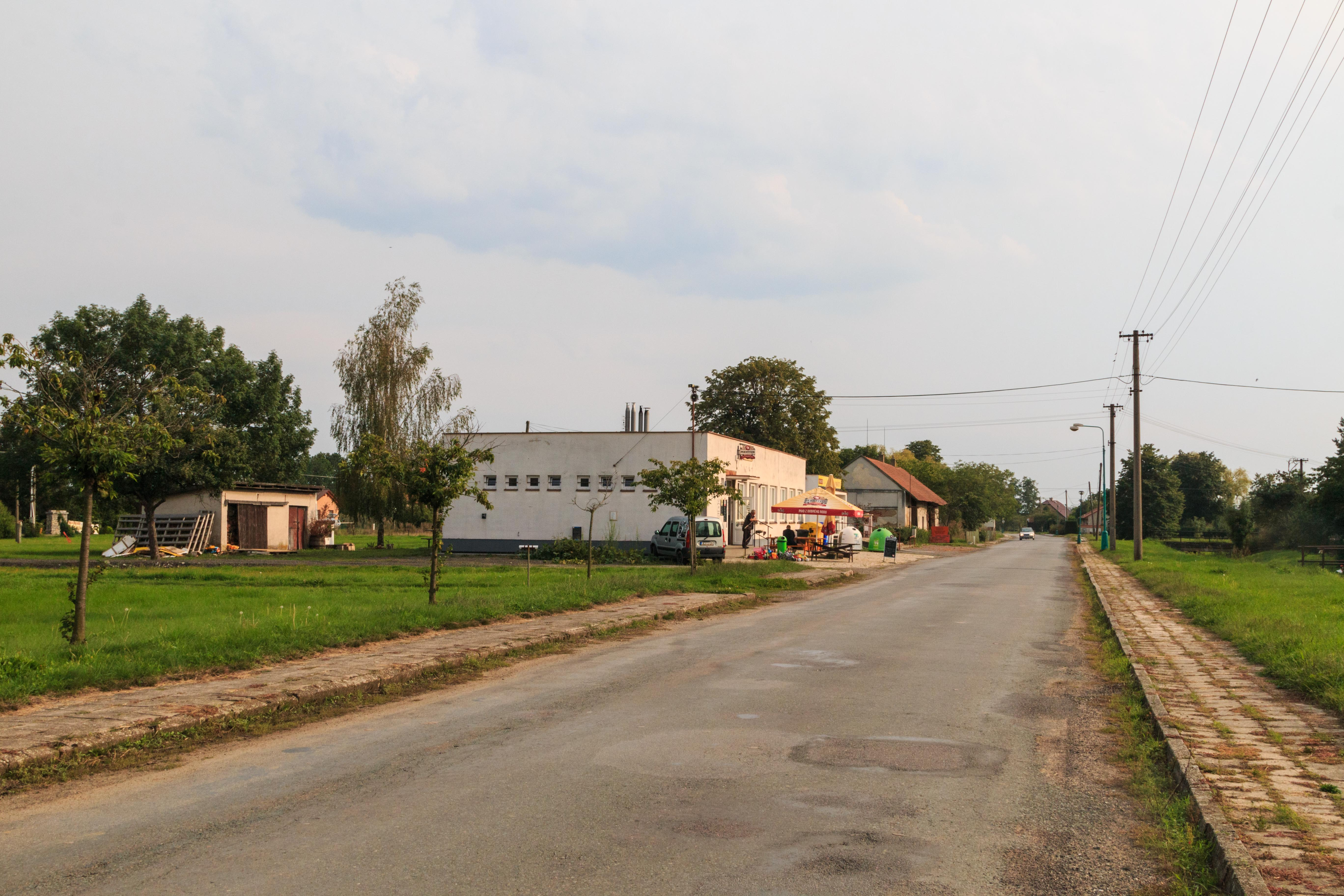
Bohumileč - hostinec
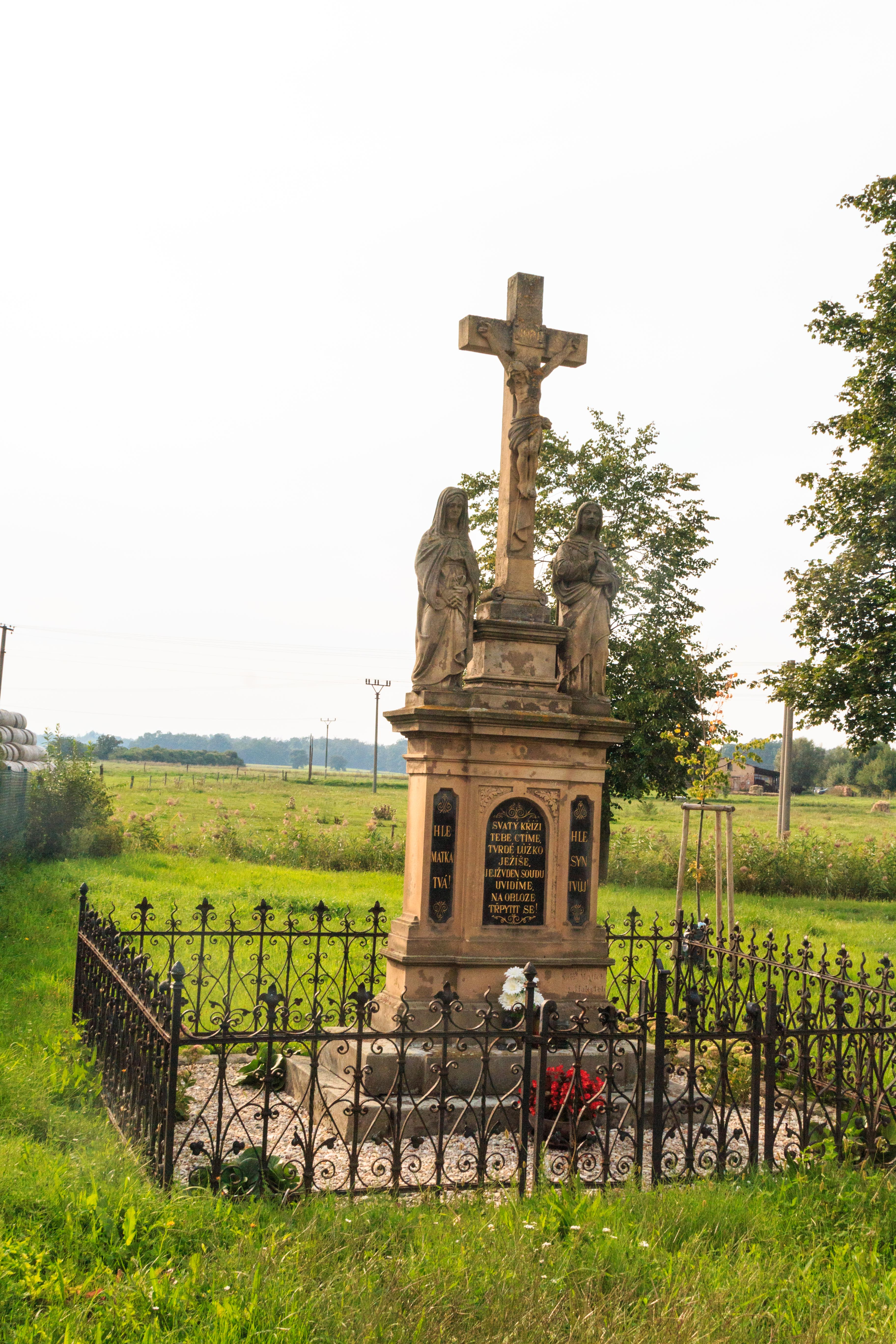
Bohumileč - kalvárie
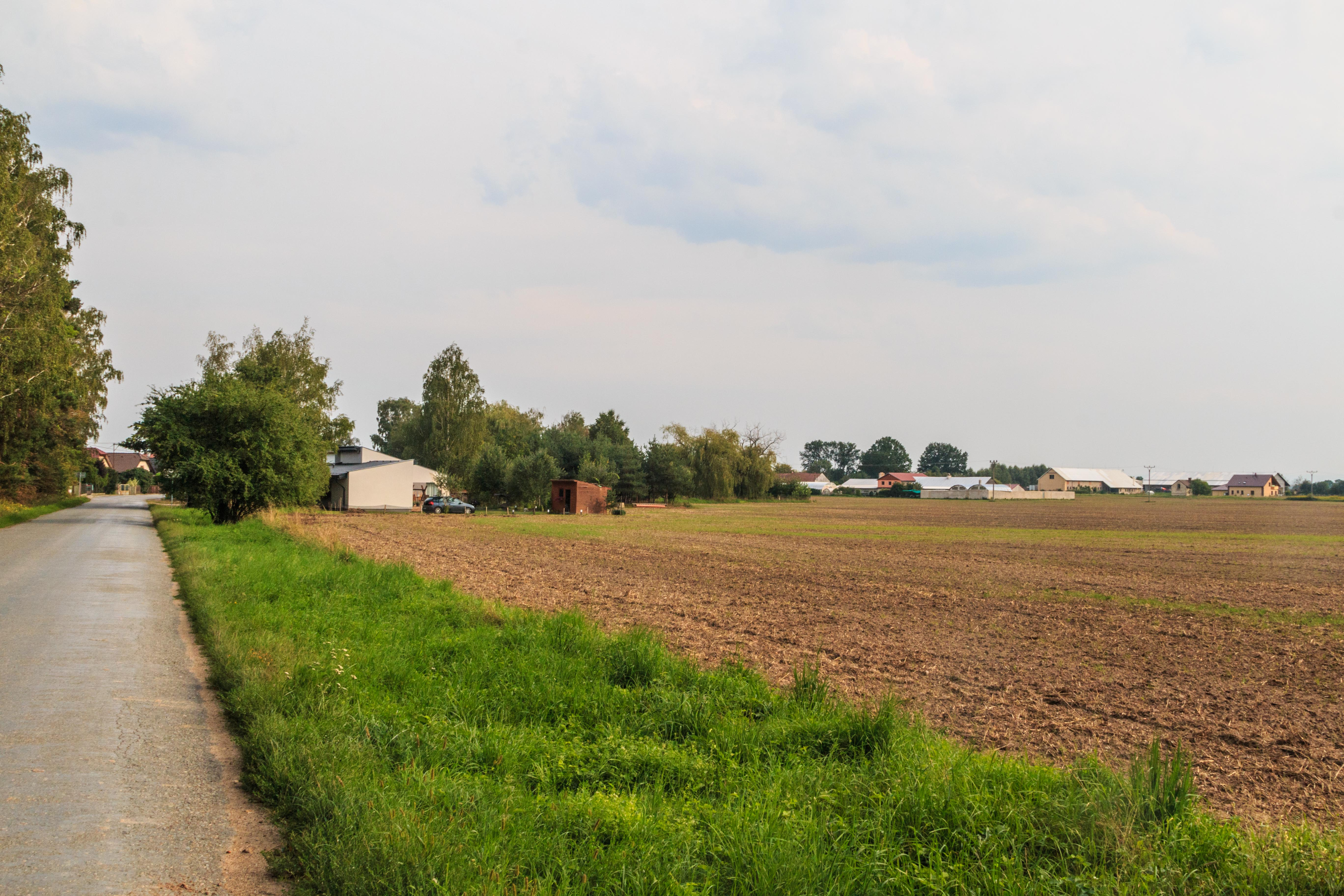
Bohumileč - příjezd od Borku
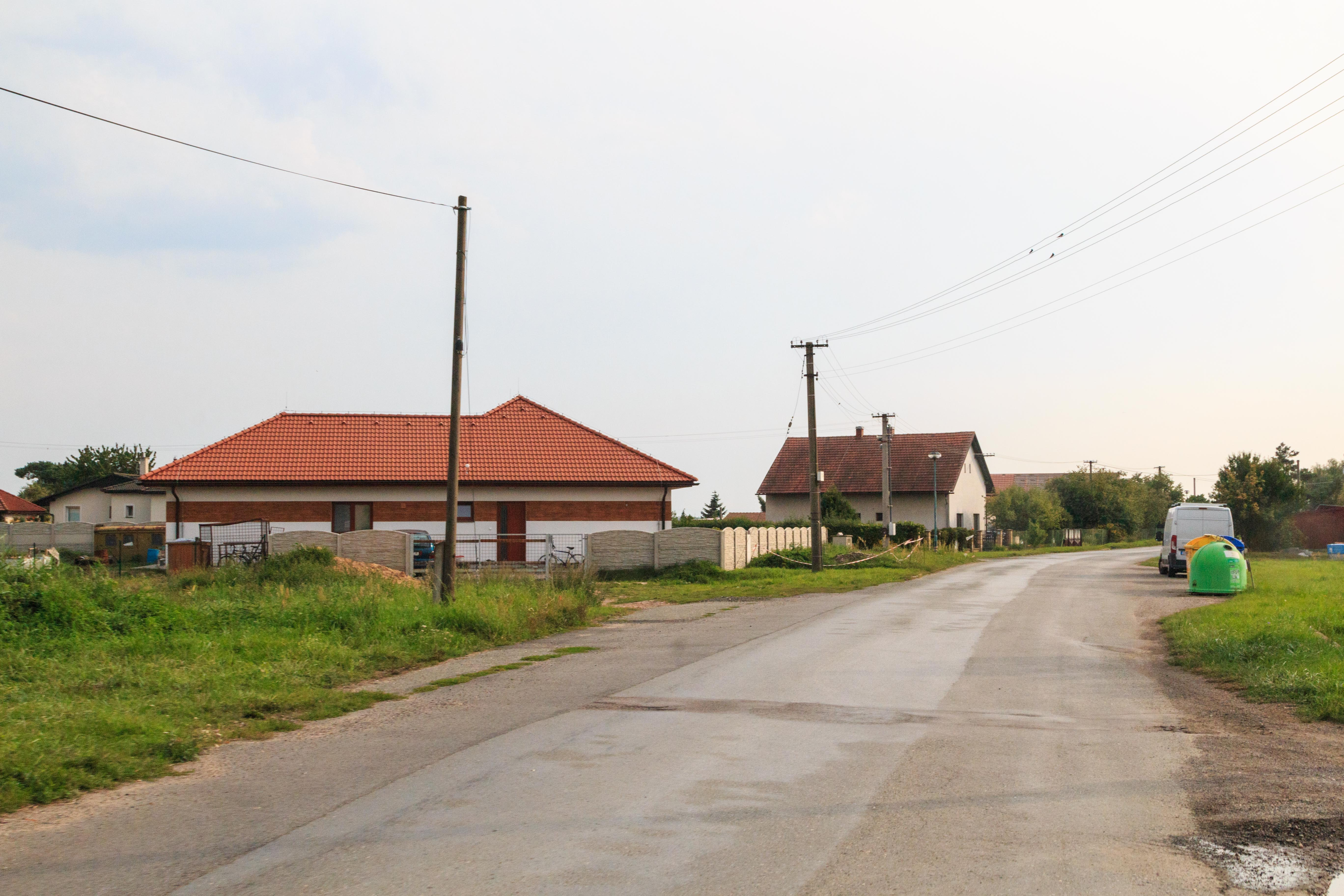
Bohumileč - novostavba